# Combattimento sportivo
Il combattimento sportivo è uno sport di contatto competitivo dove due combattenti si affrontano corpo a corpo usando determinate regole di ingaggio per limitare eventuali danni fisici. Il pugilato, le arti marziali, la lotta, arti marziali miste e la scherma sono degli esempi di combattimento sportivo. Le tecniche usate possono essere categorizzate in tre campi: ingaggio lontano, ingaggio ravvicinato ed uso dell'arma.

## Sport di combattimento
Elenco di sport considerati come "combattimento sportivo".
- A Bracciuta
- Aba Guresi
- Ado Murai
- Aikidō
- Akroteri Punching
- Armkast
- Armtag
- Arnis
- Asian Indian Wrestling
- At Glimast
- At Klaves
- Atemi Jutsu
- Att Kasta
- Baguazhang
- Bando o Burmese martial arts
- Bando kickboxing o Burmese Boxing
- Banshay
- Barra Wrestling
- Bata
- Benin Wrestling
- Bokhin Barildaan
- Bosnian Wrestling
- Pugilato
- Brata
- Ju jitsu brasiliano o BJJ
- Broeratok
- Bugei
- Bijutsu
- Bukestag
- Byxkast
- Byxtag
- Capoeira
- Catch-As-Can-Catch
- Cheibi Gad-Ga
- Chess boxing
- Chinna Adi
- Dinni Style
- Dra Balte
- Drunken Boxing
- Egyptian Boxing
- Erhim-Buhudbur
- Famnkast
- Fencing
- French Wrestling
- Galhofa
- Gambian Wrestling
- Gialki
- Glíma
- Gongfu
- Goresh

- Gouren
- Gungawa Wrestling
- Hapkido
- Hau Kuen
- Hryggspenna
- Iaidō
- Inbuan
- Irish Wrestling
- Judo
- Ju jitsu
- Junta
- Juppermringen
- Kaipor
- Kalari-Payat
- Escrima
- Karate
- Kazakh Wrestling
- Ke Nang Haun
- Kempo
- Kendō
- Kickboxing
- Kirip
- Kirghiz Wrestling
- Kito
- Koshti Choukheh
- Kragenringen
- Kragtag
- Kuresh
- Kusak Guresi
- Lausaglima
- Leibringen
- Lucha De Roncal
- Lucta Voluctatoria
- Mansei-Kan
- Mixed martial arts
- Mizo Inchai
- Mocovite Boxing
- Mongolian wrestling
- Mukna
- Muay Thai
- Muskox Wrestling
- Mustlasemaadlus
- Naban o Burmese Wrestling
- Naga Wrestling
- Naginata-do
- Orkhon-Yenisey Wrestling
- Pehlivan Wrestling
- Pelivanski Borby
- Pencak Silat
- Polish Wankachu Wrestling

- Pradal Serey
- Probar A Juntar
- Ringtapaini
- Rutzen
- Ryssankasti
- Sambo
- Sanda
- Savate
- Schwingen
- Scots Style Wrestling
- Shnei-Taido
- Shuai Jiao
- Siddebde Hanekamp
- Silat
- S'istrumpa
- Skiamachia
- Skindtraekning
- Slengjetag
- Ssirŭm
- Sumo
- Sviptimgar
- Swiss Wrestling
- Tadzhik Wrestling
- Taekwondo
- Taekkyon
- Taido
- Taijiquan
- Taijutsu
- Tang Soo Do (tangsudo)
- Tendo-Ryu
- Thang-Ta
- Todd
- Tomiki
- Turkish Wrestling
- Ural Wrestling
- Varzesh-E Pehlivani
- Wado Ryu
- Wrestling
- Wrestling (amateur)
- Whatoto
- Whawhai Mekemeke
- Wushu
- Xingyiquan
- Yağlı güreş
- Yakute Wrestling
- Yaurian Wrestling
- Yi Wrestling
- Yosei-Kan
- Yoshin-Kan